# Wimbledon 2022 (rolstoelvrouwendubbel)
Op Wimbledon 2022 speelden de rolstoelvrouwen de wedstrijden in het dubbelspel op vrijdag 8 en zondag 10 juli 2022 in de Londense wijk Wimbledon.

## Toernooisamenvatting
Van de titelhoudsters Yui Kamiji en Jordanne Whiley had de laatste haar actieve loopbaan beëindigd. Kamiji speelde samen met de Amerikaanse Dana Mathewson.
Het Nederlandse koppel Diede de Groot en Aniek van Koot vormde het eerste reekshoofd. Zij bereikten de finale, waar zij hun meerdere moesten erkennen in Kamiji en Mathewson. Voor de Amerikaanse was het de eerste grandslamtitel in haar loopbaan. De Japanse won al 17 eerdere dubbelspeltitels op de grandslamtoernooien.
De derde Nederlandse, Jiske Griffioen, speelde samen met Momoko Ohtani uit Japan – in de eerste ronde verloren zij van De Groot en Van Koot.

## Geplaatste teams
| Nr. | Team                           | Resultaat    | Uitgeschakeld door        |
| --- | ------------------------------ | ------------ | ------------------------- |
| 1.  | Diede de Groot Aniek van Koot  | finale       | Yui Kamiji Dana Mathewson |
| 2.  | Kgothatso Montjane Lucy Shuker | eerste ronde | Yui Kamiji Dana Mathewson |

## Toernooischema
| Legenda | Legenda                  |
| ------- | ------------------------ |
| Q       | Qualifier                |
| WC      | Deelname via wildcard    |
| LL      | Lucky Loser              |
| r       | Opgave / trok zich terug |
| w/o     | Walk-over                |
| Alt     | Alternate                |
| SE      | Special Exempt           |
| PR      | Protected Ranking        |
| d       | Diskwalificatie          |

- Ranglijstpositie dubbelspel tussen haakjes.

|  | eerste ronde | eerste ronde                             | eerste ronde              | eerste ronde | eerste ronde |                               |   | finale | finale | finale | finale | finale |
|  |              |                                          |                           |              |              |                               |   |        |        |        |        |        |
|  | 1            | Diede de Groot Aniek van Koot (1+2=3)    | 7                         | 7            |              |                               |   |        |        |        |        |        |
|  |              | Jiske Griffioen Momoko Ohtani (11+10=21) | 5                         | 5            |              |                               |   |        |        |        |        |        |
|  |              | Jiske Griffioen Momoko Ohtani (11+10=21) | 5                         | 5            | 1            | Diede de Groot Aniek van Koot | 1 | 5      |        |        |        |        |
|  |              |                                          |                           |              |              | Diede de Groot Aniek van Koot | 1 | 5      |        |        |        |        |
|  |              |                                          | Yui Kamiji Dana Mathewson | 6            | 7            |                               |   |        |        |        |        |        |
|  |              | Yui Kamiji Dana Mathewson (3+7=10)       | Yui Kamiji Dana Mathewson | 6            | 7            | 6                             | 6 |        |        |        |        |        |
|  |              | Yui Kamiji Dana Mathewson (3+7=10)       |                           |              |              | 6                             | 6 |        |        |        |        |        |
|  | 2            | Kgothatso Montjane Lucy Shuker (5+4=9)   | 4                         | 2            |              |                               |   |        |        |        |        |        |